# 1935 في البرتغال
فيما يلي قوائم الأحداث التي وقعت خلال عام 1935 في البرتغال.

## رياضة
- 12 مايو – الدوري البرتغالي الممتاز 1934–35 الفائز نادي بورتو.

## مواليد

### يناير
- 25 يناير – أنطونيو راماليو ايانس سياسي برتغالي.

### مارس
- 6 مارس – جواو مورايس لاعب كرة قدم برتغالي.
- 31 مارس – روث إسكوبار ممثلة برازيلية.

### يونيو
- 6 يونيو – ماريو جواو لاعب كرة قدم برتغالي.

### سبتمبر
- 23 سبتمبر – أليكساندر سواريس دوس سانتوس

### أكتوبر
- 5 أكتوبر – خوسيه نيتو لاعب كرة قدم برتغالي.

### نوفمبر
- 6 نوفمبر – فرنسيسكو سيرا لاعب كرة قدم برتغالي.
- 6 نوفمبر – مانويل سيرا لاعب كرة قدم برتغالي.

### ديسمبر
- 21 ديسمبر – سيرجيو ريبيرو سياسي برتغالي.
- 22 ديسمبر – باولو روكا
- 28 ديسمبر – فرناندو لوبيز مخرج أفلام برتغالي.

## وفيات

### يناير
- 1 يناير – لوتجاردا غيمارايس دي كايرس (مواليد 1873) كاتبة برتغالية.

### نوفمبر
- 30 نوفمبر – فرناندو بيسوا (مواليد 1888)